# Sibirenauta aenigma
Sibirenauta aenigma е вид охлюв от семейство Physidae.

## Разпространение и местообитание
Видът е разпространен в Монголия и Русия (Алтай, Европейска част на Русия, Красноярск и Якутия).
Обитава сладководни басейни и реки.